# Módulo volumétrico

Ilustração de compressão uniforme

O módulo volumétrico ({\displaystyle K}),  é um parâmetro que descreve a elasticidade volumétrica, ou seja, a tendência de um material em se deformar em todas as direções quando uniformemente carregado em todas as direções (hidrostaticamente). Esse módulo é definido como a razão entre a tensão volumétrica e a deformação volumétrica, e é o inverso da compressibilidade.
onde
{\displaystyle K} é o Módulo volumétrico, {\displaystyle P} é a pressão, {\displaystyle V} é o volume e {\displaystyle ~{\frac {\partial P}{\partial V}}} é a derivada parcial da pressão em relação ao volume.
Pode-se definir dois módulos volumétricos a partir do parâmetro que é mantido constante durante a variação da pressão com o volume . Pela termodinâmica podemos ter uma compressão isotérmica quando a temperatura é mantida constante, ou uma compressão isentrópica quando a entropia é mantida constante durante a variação da pressão com o volume.
Para um gás ideal:
Isotérmica
{\displaystyle K_{T}=-{({\frac {\partial V}{\partial P}})}_{T}=P}
Isentrópica
{\displaystyle K_{S}=-{({\frac {\partial V}{\partial P}})}_{S}=\gamma P}
Onde {\displaystyle \gamma } é o coeficiente de expansão adiabática.